# Rich Franklin

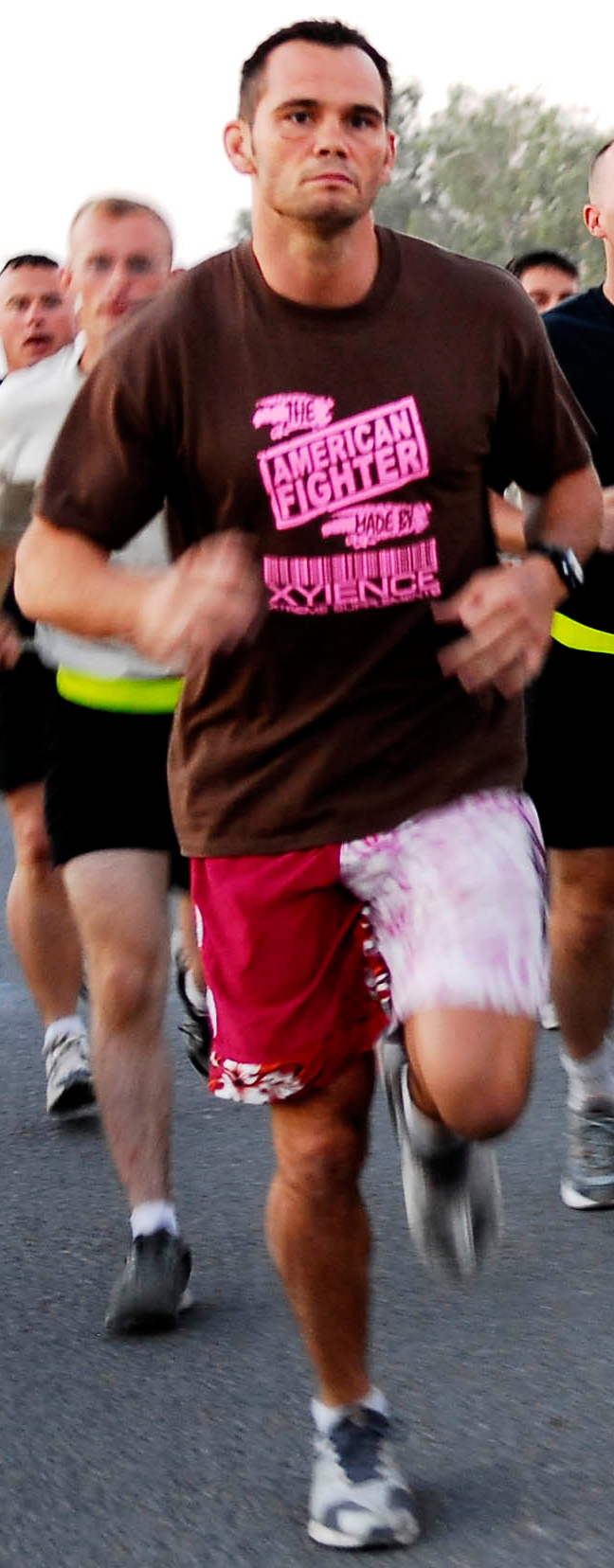

Richard Jay Franklin II, kurz Rich Franklin (* 5. Oktober 1974 in Cincinnati) ist ein ehemaliger US-amerikanischer Mixed-Martial-Arts-Kämpfer.

## Karriere
Bevor Franklin professioneller MMA-Kämpfer wurde, war er Mathematiklehrer und übte sich in Karate und Brazilian Jiu-Jitsu. Sein MMA-Debüt hatte er am 24. März 2000 an einer Veranstaltung des Organisators Extreme Challenge. Er gewann per technischem KO. In Folge bestritt er Kämpfe an Events von World Extreme Fighting, International Fighting Championship, Rings, World Fighting Alliance und TKO Major League MMA, bevor er am 25. April 2003 in Miami bei seinem Ultimate-Fighting-Championship-Debüt Evan Tanner per technischem Knockout besiegte. Auch seinen zweiten UFC-Auftritt, an der UFC 44 vom 26. September 2003, konnte er für sich entscheiden. Beim darauf folgenden Kampf am Inoki Bom-Ba-Ye Festival 2003 in Kōbe musste er gegen Lyoto Machida seine erste Niederlage hinnehmen. Nach zwei Kämpfen in kleineren Ligen folgte bei der UFC 50 am 22. Oktober 2004 ein Sieg gegen Jorge Rivera. Nach einem letzten Ausflug in eine kleine Liga blieb Franklin künftig bei der UFC. Im Finalevent der ersten Staffel von The Ultimate Fighter besiegte er am 9. April 2005 Ken Shamrock. Beim Event UFC 53 am 4. Juni 2005 besiegte Franklin Evan Tanner erneut und wurde UFC Middleweight Champion. Für die zweite Staffel von The Ultimate Fighter wurde Franklin als Coach engagiert.
An der UFC 56 vom 19. November 2005 konnte er den Titel gegen Nate Quarry verteidigen und an der UFC 58 am 4. März 2006 auch gegen David Loiseau, wobei er sich die Hand brach. Bei seinem nächsten Event, UFC 64: Unstoppable am 14. Oktober 2006 in Las Vegas ging Rich Franklin gegen Anderson Silva KO und verlor seinen Titel. Nach zwei Siegen über Jason MacDonald und Yushin Okami trat er erneut im Titelkampf gegen Silva an und unterlag abermals. Es folgten Siege über Travis Lutter und Matt Hamill, bevor er bei der UFC 93: Franklin vs. Henderson, am 17. Januar 2007 in Dublin gegen Dan Henderson antreten musste und besiegt wurde. An der Veranstaltung UFC 99: The Comeback vom 13. Juni 2009 in der Kölner Lanxess Arena gewann er gegen Wanderlei Silva. Am 19. September 2009 unterlag er Vitor Belfort in der ersten Runde. An der UFC 115 am 12. Juni 2010 besiegte er Chuck Liddell durch KO in der ersten Runde, brach sich im Kampf aber den Arm. Nach Genesung trat er im Februar 2011 gegen Forrest Griffin an und wurde nach Punkten besiegt. 2012 erklärte Franklin nach einer Niederlage gegen Cung Le seinen Rücktritt. Dadurch betrug seine Wettkampfbilanz 29 Siege und sieben Niederlagen sowie ein Kampf ohne Wertung.

## Filmografie
Im Science-Fiction-Film Cyborg Soldier aus dem Jahr 2008 spielte Franklin eine Hauptrolle.